# 1分人民币
人民币1分券首次发行于1955年3月1日。
2006年8月31日，中国人民银行发布公告，宣布人民币纸分币于2007年4月1日起停止流通。至此，人民币分币仅剩硬币在市面上流通。
1分人民币纸分币通常与2分、5分一起并成为“八分币”（或“八分票”）。

## 历史
人民币1分目前一共发行了两个版本。

### 第二套人民币
第二套人民币1分发行于1955年3月1日，正面图景为卡车，背面为国徽图案以及“中国人民银行壹分”的汉（繁体）蒙藏维四种文字。纸币整体色调为黄色。此版本的纸分币编号采用三位罗马字加7位阿拉伯数字的排列方式（XXX0000000）。人们通常称其为“有号纸分币”或“长号纸分币”。
1981年7月14日，为了补充硬分币供应不足，中国人民银行重新发行了纸分币。该版本纸分币的设计与1953年版的设计相同，仅在细微处有所差别。此版本的纸分币编号采用三位罗马字或两位罗马字的排列方式（XXX或XX），其中每个冠字发行1000万张。人们通常称其为“无号纸分币”或“短号纸分币”。
无号纸分币按罗马字的位数可分为三罗马和二罗马两种，按照罗马数字的大小可分为大字与小字两种。
无号纸分币的三罗马冠字有如下规律：三位数字中有且只有两位数字相同。但人民银行发行的纸分币最后一个冠号（通常被视为纪念版，因为其在纸分币连体钞中出现）ⅠⅡⅢ为例外。
两个版本的1分币均在2003年7月1日开始只收不付，并于2007年4月1日停止流通。